# Mundenham
Mundenham ist eine Ortschaft und eine Katastralgemeinde in der Gemeinde Palting im Bezirk Braunau am Inn in Oberösterreich. Am 31. Oktober 2011 hatte Mundenham 161 Einwohner, am 1. Jänner 2024 waren es 239 Einwohner.

## Lage und Verkehrsanbindung
Mundenham liegt südlich des Kernortes Palting an der Landesstraße L 505. Westlich fließt die Mattig. Durchflossen wird die Ortschaft von dem kleinen Mundenhamer Graben, der weiter westlich in die Mattig mündet.